# تیشتین
تیشتین (به لاتین: Tištín) یک منطقهٔ مسکونی در جمهوری چک است که در ناحیه پروستییوو واقع شده‌است. تیشتین ۸٫۲۵ کیلومتر مربع مساحت و ۵۲۹ نفر جمعیت دارد و ۲۲۰ متر بالاتر از سطح دریا واقع شده‌است.